# UGK
UGK (también conocidos como Underground Kingz) fue un dúo de southern rap fundado en Port Athur, Texas. El dúo fue conformado en 1987 por los cantantes Bun B y Pimp C y firmados por Jive Records. 
Con su longevidad y su apretado sonido, UGK se ha convertido en uno de los dúos urbanos más respetados del sur. A menudo son comparados con Eightball & MJG.
El sencillo de más éxito de UGK fue Pimpin' Ain't No Illusion, número 6 en las listas de ventas. El grupo colaboró en el sencillo de Jay-Z Big Pimpin', en 2000, y con Three 6 Mafia en Sippin' On Some Sizzurp, del mismo año. 
El 28 de enero de 2002, Pimp C fue encarcelado por un asalto a mano armada, después de que Jive Records sacara a la venta el Greatest Hits del dúo. Rap-A-Lot editó el debut en solitario de Pimp C, The Sweet James Jones Stories, el 1 de marzo de 2005. Fue liberado de prisión en diciembre de 2005. Para mayo de 2006 se espera su siguiente disco, Pimpalation.
Bun B debutó en solitario con el álbum Trill, el 18 de octubre de 2005, llegándose a situar en la posición sexta de las listas y recibiendo rápidamente el certificado de oro. 
Tras el retorno de Pimp C, el dúo ha colaborado en el remix del tema Front Back de T.I. y en Chunk Up Tha deuce, con Lil' Keke y Paul Wall.
Pimp C falleció el 4 de diciembre de 2007 a la edad de 33 años. Fue encontrado en un hotel en Los Ángeles sin vida. Las causas de su muerte se debieron a una toma elevada de codeina y a la enfermedad conocida como Síndrome de Hipersommia.

## Discografía
Álbumes de estudio
| Año  | Álbum                 | US 200 | US R&B | Ventas en EE. UU. |
| ---- | --------------------- | ------ | ------ | ----------------- |
| 1988 | The Southern Way (EP) | –      |        |                   |
| 1992 | Banned                | –      |        |                   |
| 1992 | Too Hard to Swallow   | –      | 37     | 369,511           |
| 1994 | Super Tight           | 95     | 9      | 374,985           |
| 1996 | Ridin' Dirty          | 15     | 2      | 847,454           |
| 2001 | Dirty Money           | 18     | 2      | 522,943           |
| 2002 | Side Hustles          | 70     | 10     | 88,570            |
| 2007 | Underground Kingz     | 1      | 1      | 498,454           |
| 2009 | UGK 4 Life            | 6      | 2      | 217,220           |

- Datos: Q1153351